# Josef Reiter (Politiker, 1890)
Josef Reiter (* 18. Februar 1890 in Weng im Innkreis; † 30. Dezember 1981 ebenda) war ein österreichischer Politiker (CS/ÖVP) und Landwirt. Er war von 1945 bis 1953 Abgeordneter zum Österreichischen Nationalrat.

## Leben
Reiter besuchte die Volksschule und war beruflich ab 1925 als Landwirt in Weng im Innkreis aktiv. Er trat 1919 in die Christlichsoziale Partei ein und wurde 1924 Mitglied im Kleinhäuslerbund. In seiner Heimatgemeinde Weng engagierte sich Reiter zwischen 1925 und 1934 für die Christlichsoziale Partei als Gemeinderat, im Kleinhäuslerbund war er von 1930 bis 1935 Leiter des Bezirkssekretariates des Kleinhäuslerbundes in Braunau.
Nach dem Zweiten Weltkrieg trat Reiter 1945 der ÖVP bei und hatte von 1945 bis 1954 das Amt des Bezirksobmanns der ÖVP-Braunau inne. Er war zudem von 1945 bis 1955 Mitglied der Landesleitung des Oberösterreichischen Kleinhäuslerbundes und engagierte sich in kirchlichen Organisationen. So war er in Weng 1945 Gründer des Pfarrkirchenrats, gehörte 1955 zu den Gründungsmitgliedern der Katholischen Männerbewegung und fungierte als Obmann des Katholischen Bildungswerkes. Des Weiteren war er Leiter des Roten Kreuzes in Weng, von 1953 bis 1971 Aufsichtsratsmitglied bzw. zwischen 1961 und 1971 Aufsichtsratsvorsitzender der Volkskreditbank, zwischen 1957 und 1974 Aufsichtsratsmitglied des Innviertler Verlags sowie ab 1960 Aufsichtsratsobmann des Innviertler Verlages. Reiter vertrat die ÖVP zwischen dem 19. Dezember 1945 und dem 18. März 1953 als Abgeordneter im Nationalrat.

## Auszeichnungen
- Großes Ehrenzeichen für Verdienste um die Republik Österreich (1954)
- Ehrenvorsitzender des Innviertler Verlages (1974)
- Ehrenbürger von Weng im Innkreis